# Mark Burns (pasteur)
Pour les articles homonymes, voir Mark Burns et Burns.
Mark Burns ou John Mark Burns (né le 21 septembre 1979) est un pasteur américain, évangéliste, prédicateur au Harvest Praise & Worship Center (qu'il présente comme étant « une église multiculturelle non confessionnelle et contemporaine souhaitant créer un lieu où les gens viennent expérimenter la présence de Dieu à travers l'adoration et l'amour de Dieu à travers son peuple »). Il s'est fait connaitre du public américain plus comme militant politique pro-Trump, et candidat politique du parti républicain que comme télévangéliste. 
Il a été l'un des premiers partisans de Donald Trump lors de l'élection présidentielle américaine de 2016. En 2018, Burns s'est présenté à la Chambre des représentants des États-Unis dans le 4e district du Congrès de Caroline du Sud . Burns est aussi le cofondateur d'un réseau de télévisions « chrétiennes » dénommé « NOW » (câble et/ou satellite).

## Enfance, éducation
Burns a brièvement fréquenté la Southern Wesleyan University, puis a été transféré au Tri-County Technical College, puis à la North Greenville University, qu'il a fréquentée pendant un semestre avant d'abandonner,.

### Mensonges sur ses études
Burns prétendait sur son site internet avoir obtenu un baccalauréat ès sciences de l'Université de North Greenville. 
En août 2016, ces affirmations ont été réfutées par CNN qui a noté que ces informations mensongères figuraient sur le site au moment où Burns soutenait publiquement D. trump à la convention de 2016. Burns a effectivement fréquenté l'Université North Greenville pendant un semestre, mais sans y obtenir de diplôme. 

### Allégations de service dans l'armée
Mark Burns a prétendu avoir fait partie durant 6 ans de la Réserve de l'armée américaine. 
En réalité, CNN a montré que M. Burns n'a été intégré que 4 ans (de 2001 à 2005), et dans la garde nationale de l'armée de Caroline du Sud, n'a aucun lien avec la réserve de l'armée.
Burns a d'abord affirmé que ces fausses allégations sur sa vie étaient dues à un piratage de son site Web par des hackers ; puis il a fini par reconnaitre avoir menti sur son éducation, tout en déclarant qu'il avait été attaqué sur ce point parce qu'il était « un homme noir soutenant Donald Trump à la présidence ».

## Carrière

### Homme d'église
Après avoir travaillé dans un McDonald's, Burns fondé une église à Easley, en Caroline du Sud, puis se tourne vers le télévangélisme.

### Campagne présidentielle de Donald Trump (2016)
Burns a été un soutien fort et précoce de Donald Trump :
- il a été décrit par le magazine Time comme « le meilleur pasteur de Donald Trump »[8] ;
- il a été nommé comme l'une des « 16 personnes qui ont façonné l'élection présidentielle de 2016 » par Yahoo!, mais en ayant menti sur son passé[9].

Burns dit qu'il avait antérieurement voté démocrate et soutenu Barack Obama lors de l'élection présidentielle de 2008, en déclarant : « Je n'ai pas honte de dire qu'en tant qu'homme noir, je voulais que le premier homme noir entre au bureau». 
Selon lui, il aurait, en 2016, « vu la lumière » et se serait converti aux idées de Trump, dont il a dit : « c'est un homme intelligent. Il connaît l'authenticité. Je crois qu'il connaît et reconnaît le vrai caractère ».
Lors d'un rassemblement (rallye) pro-Trump en Caroline du Nord, Burns a déclaré que le candidat démocrate à la présidentielle Bernie Sanders, qui est juif, « doit être sauvé ». Burns a ensuite corrigé sa déclaration en disant qu'il n'avait pas l'intention de critiquer le judaïsme et que ses remarques « n'avaient rien à voir avec la foi ou la religion de [Sanders] ou une conversion au christianisme ».
Burns a offert sa bénédiction d'homme d'église à la Convention nationale républicaine de 2016, à son premier jour à Cleveland. Avant une prière, il s'est adressé au public de la Convention en qualifiant Trump d'« homme de Dieu », appelant les républicains à ne pas s'attaquer entre eux, et qualifiant Hillary Clinton et le Parti démocrate d'« ennemis ». 

Cette prise de parole a été critiquée, dont par l'Alliance interconfessionnelle, qui a blâmé Burns d'avoir mêlé Dieu à une politique partisane. Plus tard, Burns a dit : « Si je pouvais revenir en arrière et utiliser une formulation différente, je n'aurais pas dit « ennemis », j'aurais dit « opposants politiques ».
En août 2016, Burns a retweeté une image numériquement manipulée d'Hillary Clinton (transformée en blackface). Burns s'est ensuite excusé en disant : « J'ai prié pour que ceux que j'ai offensés reçoivent vraiment … des excuses sincères », tout en ajoutant penser que le Parti démocrate manipule des Noirs pour qu'ils votent démocrate,,.

### Élection à Chambre des États-Unis (2018)
En février 2018, Burns s'est porté candidat pour le 4e district du Congrès de Caroline du Sud aux élections de 2018, briguant le siège que Trey Gowdy, qui se retirait du Congrès, et qu'il occupait depuis 2011. Burns a perdu au premier tour, avec 2,48 % des voix.

## Opinions
M Burns a aussi soutenu Donald Trump lorsqu'il a postulé à un second mandat de président, avec un discours particulièrement martial. 
À Miami, lors d'un grand meeting pro-Trump organisé dans la salle de bal de Donald J. Trump. (Trump National Doral Miami) où Burns était invité parmi les orateurs chargés d’ouvrir la séance, ce dernier a exhorté à plusieurs reprises la foule à entrer en « guerre » pour soutenir Donald Trump : « Nous sommes venus déclarer la guerre !  » a t il répété à trois reprises. Selon des journalistes présents, les autres conférenciers ont repris en criant : « La guerre ! la Guerre! ». Le pasteur Burns a poursuivi : « Ai-je ici quelqu'un qui est prêt à faire la guerre pour Donald J. Trump, pour cette nation ? Je ne t'entends pas ? N'importe qui? Prêt à partir en guerre ! Parce que nous sommes citoyens du plus grand pays du monde ! », suscitant des applaudissements dans le public. Mark Burns a ainsi contribué aux références à la violence, de plus en plus courantes dans la seconde campagne du président et chez nombre de ses partisans (Trump lui-même incitant ses partisans via des clins d'œil réguliers à la violence, note WNY). 

Interrogé par les journalistes, Burns a ensuite dit ne pas approuver la violence « parler d'aller à la guerre pour Donald Trump était simplement un appel à l'action pour que les républicains soutiennent verbalement nos valeurs conservatrices et soutiennent ce président ».
L'American Priority Festival and Conference de 2019 a attiré environ 1 000 personnes, via de nombreux orateurs partisans du président, dont Trump Jr., Sanders et l'ancien directeur de campagne de Trump, Corey Lewandowski, l'ancien assistant de campagne de Trump George Papadopoulos et Marks Burns.

### Élection 2020
En novembre 2020, lors de l'élection présidentielle de 2020, Burns a colporté des allégations de fraude infondées. Reprenant la rhétorique du complot utilisée par le parti républicain à ce moment ; il a tweeté son inquiétude envers « ceux qui cherchent à saper le processus électoral sacré dans notre démocratie » et a partagé le message que « le président Trump est clairement le vainqueur de cette élection présidentielle de 2020 ».

### Prise du Capitole des États-Unis
Après la prise d'assaut du Capitole des États-Unis en janvier 2021 par les partisans de Trump, Burns faisait partie de ceux qui ont avancé la théorie du complot selon laquelle des personnes associées à l'Antifa étaient responsables de l'attaque.

## Vie privée
Burns a épousé Tomarra Burns, et ils ont eu trois enfants. 
Burns est aussi le beau-père des trois enfants d'un précédent mariage.